# Anne-Marie Duff
Anne-Marie Duff (Londen, 8 oktober 1970) is een Britse actrice. Ze is een ervaren theateractrice en is genomineerd voor twee Laurence Olivier Awards. Ze heeft ook talloze prijzen gewonnen voor haar televisie- en filmwerk. 

## Biografie
Duff werd geboren in de Londense wijk Chiswick als jongste in een gezin met twee kinderen. Haar vader is schilder en decorateur en haar moeder is verkoopster in een schoenenwinkel. Ze woonde met haar ouders en broer in Southall, Londen en ging naar de Mellow Lane School. Op jonge leeftijd ging Duff naar een plaatselijk jeugdtheater Young Argosy, gelinkt aan de Argosy Players om haar verlegen karakter te bestrijden. Ze raakte al snel verslaafd aan het podium. Duff studeerde film en theater aan de Drama Centre London, samen met John Simm en Paul Bettany.
Ze werd in 2000 genomineerd voor de Laurence Olivier Award, maar de eerste grote aandacht ging naar de rol van Fiona Gallagher in de Britse televisieserie Shameless en haar vertolking van Koningin Elizabeth I in de Britse historische miniserie The Virgin Queen, naast Tom Hardy, Emilia Fox en Sienna Guillory. Ze speelde ook Julia Lennon, de moeder van John Lennon in de  biografische film Nowhere Boy, waarmee ze een British Independent Film Award ontving. In de biografische film The Last Station over de laatste jaren van Lev Tolstoj, speelt ze de rol van zijn trouwe dochter Sasha.
In 2006 trouwde Duff met de Schotse acteur James McAvoy. Hun zoon Brendan McAvoy werd geboren in 2010. Op 13 mei 2016 kondigden Duff en McAvoy hun scheiding aan.

## Filmografie

### Films
- 2001: Enigma als Kay
- 2002: The Magdalene Sisters als Margaret
- 2006: Notes on a Scandal als Annabel
- 2007: Garage als Carmel
- 2007: The Waiting Room als Anna
- 2008: Is Anybody There? als Mum
- 2008: French Film als Sophie
- 2009: The Last Station als Sasha
- 2009: Nowhere Boy als Julia Lennon
- 2012: Sanctuary als Maire
- 2013: Closed Circuit als Melissa
- 2014: Before I Go to Sleep als Claire
- 2015: Molly Moon and the Incredible Book of Hypnotism als Lucy Logan the Librarian
- 2015: Suffragette als Violet Miller
- 2017: On Chesil Beach als Marjorie Mayhew

### Televisieseries
Uitgezonderd eenmalige gastrollen.
- 1997: Trial & Retribution als Cathy Gillingham - 2 afl.
- 1998: Amongst Women als Sheila - miniserie, 4 afl.
- 1999: Aristocrats als Lady Louisa - miniserie, 4 afl.
- 2001: The Way We Live Now als Georgiana Longestaffe - miniserie, 4 afl.
- 2002: Wild West als Holly - 6 afl.
- 2002: Doctor Zhivago als Olya Demina - miniserie, 2 afl.
- 2004-2005, 2013: Shameless als Fiona Gallagher - 19 afl.
- 2006: The Virgin Queen als Koningin Elizabeth I - miniserie, 4 afl.
- 2012: Parade's End als Edith Duchemin - miniserie, 4 afl.
- 2015: From Darkness als Claire Church - miniserie, 4 afl.
- 2018: Watership Down als Hyzenthlay (stem) - miniserie, 4 afl.
- 2019: His Dark Materials als Ma Costa - 5 afl.
- 2020: Sex Education als Erin Wiley - 7 afl.
- 2020: The Salisbury Poisonings als Tracy Daszkiewicz - miniserie, 3 afl.
- 2022: Bad Sisters als Grace Williams - 10 afl.

## Theaterwerken
- 1994:	Uncle Silas als	Maud Ruthyn
- 1994: The Mill on the Floss	First als Maggie
- 1995:	La Grande Magia als Amelia
- 1995–1996: Peter Pan als Wendy
- 1996:	War and Peace als Natasha
- 1997–1998: King Lear als Cordelia
- 1999:	Vassa als Lyudmila
- 1999–2000: Collected Stories als Lisa
- 2000:	A Doll's House als Nora
- 2002:	The Daughter in Law als Minnie
- 2004:	The Playboy of the Western World als Pegín maidhc
- 2005:	Days of Wine and Roses als Mona
- 2007:	The Soldier's Fortune als Lady Dunce
- 2007: Saint Joan als Joan
- 2011:	Cause Célèbre als Alma Rattenbury
- 2013:	Strange Interlude als Nina Leeds
- 2013: Macbeth als Lady Macbeth
- 2015:	Husbands & Sons als Lizzie Holroyd
- 2016:	Oil als May
- 2017:	Common als Mary
- 2017:	Heisenberg als Georgie
- 2018:	Macbeth als Lady Macbeth
- 2019:	Sweet Charity als Charity Hope Valentine

## Hoorspelen
- 1998:	Twelfth Night als Viola
- 2000:	The Art of Love als Cypassis
- 2000: The Diary of a Provincial Lady
- 2001:	A Time That Was
- 2004:	Life Half Spent
- 2004: Jane Eyre als voice-over
- 2005: Ears Wide Open als Diane
- 2005: Othello als Desdemona
- 2006:	The Queen at 80 als voice-over
- 2006: The Possessed als Liza / Marya
- 2006: Look Back in Anger als	Alison
- 2007:	Kingdom of the Golden Dragon als voice-over
- 2011:	Carmilla als voice-over
- 2017:	A Streetcar Named Desire als Blanche DuBois

## Prijzen en nominaties
De belangrijkste:
| Jaar | Prijs                          | Categorie                   | Werk              | Uitslag     |
| ---- | ------------------------------ | --------------------------- | ----------------- | ----------- |
| 2000 | Laurence Olivier Award         | Beste actrice in een bijrol | Collected Stories | Genomineerd |
| 2005 | BAFTA Award                    | Beste actrice               | Shameless         | Genomineerd |
| 2006 | BAFTA Award                    | Beste actrice               | Shameless         | Genomineerd |
| 2007 | BAFTA Award                    | Beste actrice               | The Virgin Queen  | Genomineerd |
| 2008 | Laurence Olivier Award         | Beste actrice               | Saint Joan        | Genomineerd |
| 2009 | British Independent Film Award | Beste actrice in een bijrol | Nowhere Boy       | Gewonnen    |
| 2010 | BAFTA Award                    | Beste actrice in een bijrol | Nowhere Boy       | Genomineerd |
| 2010 | Satellite Award                | Beste actrice in een bijrol | Nowhere Boy       | Genomineerd |
| 2010 | Empire Award                   | Beste actrice               | Nowhere Boy       | Genomineerd |
| 2015 | British Independent Film Award | Beste actrice in een bijrol | Suffragette       | Genomineerd |